# کرم پهن لکه‌دار
کرم پهن لکه‌دار (نام علمی: Pseudoceros reticulatus) نام یک گونه از رده موجک‌ویسان است.